# Epanthidium tigrinum
Epanthidium tigrinum là một loài Hymenoptera trong họ Megachilidae. Loài này được Schrottky mô tả khoa học năm 1905.